# Robert Conquest
George Robert Ackworth Conquest (d. 15. juli 1917 - d. 3. august 2015) var en britisk-amerikansk historiker og digter. Conquest studerede historie ved Oxford University. Senere var han tilknyttet The Hoover Institution på Stanford University's campus. Til hans historiske værker hører flere bøger om Sovjetunionen, især om stalintiden.
Den første bog om Josef Stalin var "The Great Terror: Stalin's Purge of the Thirties", der blev udgivet i 1968. Dette tidlige værk gennemgår de udrensninger, som Stalin foretog i perioden 1934-39. Med sin første bog var Conquest en af de tidligste historikere, der satte fokus på stalinismens forbrydelser.
I 1970 udgav han en biografi om Vladimir Lenin.
I 1986 publicerede Conquest bogen "The Harvest of Sorrow: Soviet Collectivisation and the Terror-Famine", der handler om tvangskollektivering af landbrug især i Ukraine og andre sovjetrepublikker i perioden 1929-31 og den hungersnød, som tvangskollektiveringen forårsagede.
Tre år senere, i 1989, udkom "Stalin and the Kirov Murder". I denne bog argumenterer Conquest for, at Stalin godkendte likvideringen af rivalen Sergei Kirov.
Foruden sine historiske værker har Conquest skrevet både digte og science fiction-romaner.
Conquest blev i 1956 tildelt Order of the British Empire og i 1994 blev han medlem af Royal Society of Literature. I 2010 modtog han medaljen Victims of Communism Memorial Foundation’s Truman-Reagan Medal of Freedom.